# Benicalap (barrio)
Benicalap es un barrio de la ciudad de Valencia (España), perteneciente al distrito de Benicalap. Está situado al noroeste de la ciudad y limita al norte con Pueblo Nuevo y Ciutat Fallera, al este con Torrefiel, al sur con el barrio de Tormos, Marxalenes, El Calvari y Campanar y al oeste con Sant Pau. Su población en 2022 era de 41.868 habitantes, siendo así el barrio más poblado de Valencia.

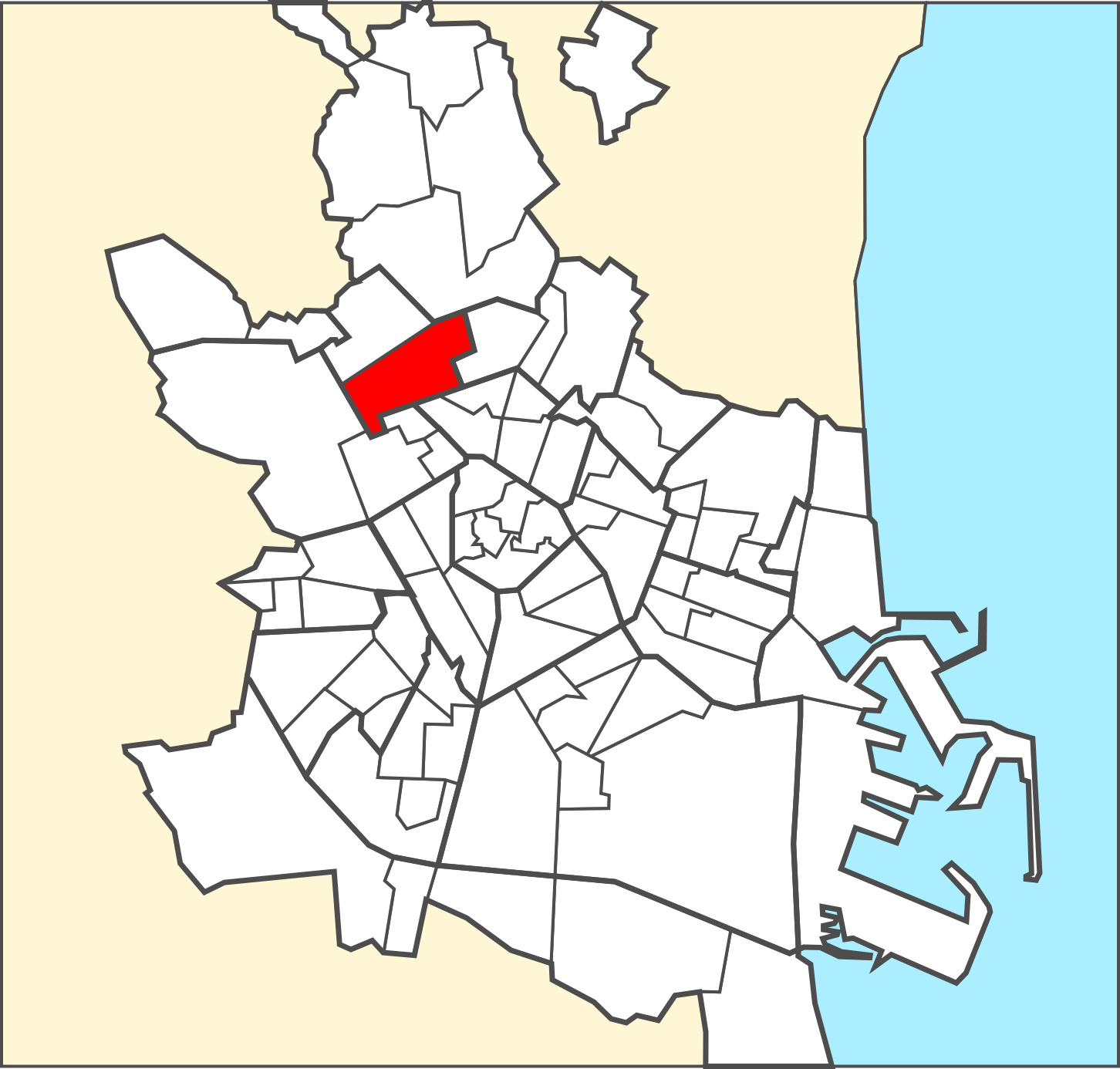
El barrio de Benicalap en la ciudad de Valencia.